# عوز الكارنيتين الأساسي الجهازي
عوز الكارنيتين الأساسي الجهازي (SPCD) هو شذوذ في نقل الأحماض الدهنية بسبب خلل في الناقل المسؤول عن نقل الكارنيتين عبر غشاء البلازما. الكارنيتين هو حمض أميني مهم في عملية التمثيل الغذائي للأحماض الدهنية. عندما لا يُنقل الكارنيتين إلى الأنسجة ستتدنى أكسدة الأحماض الدهنية؛ مما سيؤدي إلى مجموعة متنوعة من الأعراض مثل ضعف العضلات المزمن، واعتلال عضلة القلب، ونقص سكر الدم وخلل وظائف الكبد. الناقل النوعي المتورط مع حدوث المرض هو OCTN2، والذي يشفره جين SLC22A5 الموجود على الكروموسوم 5. يورث المرض بالوراثة الجسدية المتنحية، مع أليلات متبدلة قادمة من كلا الوالدين.
غالبًا ما يسبق حدوث النوبات الحادة الناتجة عن المرض ارتفاع في معدل الاستقلاب مثل الصيام لفترة طويلة، أو العدوى، أو الإقياءات. يمكن أن يتطور اعتلال عضلة القلب في حالة عدم وجود نوبة حادة، ويمكن أن يؤدي إلى الوفاة. يؤدي عوز الكارنيتين الأساسي الجهازي إلى زيادة إفراز الكارنيتين في البول وانخفاض مستوياته في البلازما. يمكن تشخيص المرض في معظم المناطق التي تجري فحوص موسعة لحديثي الولادة وبالتالي معالجته بعد فترة وجيزة من الولادة. يكون العلاج بإعطاء جرعات عالية من مكملات الكارنيتين فعالًا، ولكن يجب الحفاظ عليه بصرامة مدى الحياة.
يشيع حدوث المرض بشكل أكبر في جزر فارو منه في البلدان الأخرى، إذ يعاني واحد على الأقل من كل 1000 من سكان جزر فارو من المرض، في حين أن النسبة في البلدان الأخرى هي واحد لكل 100 ألف شخص. شُخّص حوالي 100 حالة في جزر فارو، أجري الاختبار المُشخّص لحوالي ثلث مجموع السكان البالغ عددهم 48000 شخص من أجل الكشف عن المرض. توفي العديد من الشباب والأطفال من جزر فارو بشكل مفاجئ بسبب السكتة القلبية الناتجة عن الإصابة بعوز الكارنيتين الأساسي الجهازي. يعتقد العلماء أن حوالي 10% من سكان جزر فارو هم من حاملي العوامل التي تسبب المرض. لا يكون هؤلاء الأشخاص مرضى، ولكن قد يكون لديهم كمية أقل من الكارنيتين في دمهم مقارنة بغير الحمَلة.

## العلامات والأعراض
تتنوع أعراض عوز الكارنيتين الأساسي الجهازي بشكل كبير بين المرضى، بدءًا من التظاهرات القلبية غير العرضية حتى التظاهرات القاتلة. أُبلغ عن حالات مبكرة ترافقت مع خلل وظيفي كبدي، واضطرابات عضلية (ضعف ونقص في النمو)، ونقص سكر الدم، وتضخم في العضلة القلبية، واعتلالاتها، ونقص ملحوظ في الكارنيتين في البلازما والأنسجة، إلى جانب زيادة إفرازه البول. ينقسم المرضى ذوي الأعراض السريرية إلى فئتين، مرضى الاضطرابات الاستقلابية المترافقة مع نقص سكر الدم، ومرضى الاضطرابات القلبية الذين يصابون بشكل أساسي باعتلال عضلة القلب. يمكن حدوث ضعف العضلات مع كلا الفئتين.
في البلدان التي تجري فحصًا موسعًا لحديثي الولادة، يمكن تحديد الإصابة بعوز الكارنيتين الأساسي الجهازي بعد فترة وجيزة من الولادة. يظهر الرضع المصابون مستويات منخفضة من الكارنيتين الحر وجميع الأنواع الأخرى من أسيل كارنيتين بواسطة مطياف الكتلة الترادفية. لا يتأثر جميع الرضع الذين يعانون من انخفاض الكارنيتين الحر بالمرض. قد يكون لدى البعض عوز كارنيتين ثانوي لحالة أيضية أخرى أو بسبب نقص الكارنيتين الأمومي. تتضمن المتابعة الصحيحة لنتائج فحص حديثي الولادة من أجل انخفاض الكارنيتين الحر دراسات عن الأم لتحديد ما إذا كان نقص الكارنيتين ناتجًا عن عوز الكارنيتين الأساسي الجهازي أو ثانوي لمرض التمثيل الغذائي أو لنظام غذائي معين. وُجد أن معدلات إصابة الأمهات بعوز الكارنيتين الأساسي الجهازي أعلى من المتوقع، وغالبًا ما يحدث عند الأمهات غير العرضيات. لا تزال الأبحاث تُجرى حول تشخيص وعلاج المرضى اللاعرضيين؛ لأنه من غير الواضح ما إذا كانوا يحتاجون إلى نفس مستويات التدخل التي يحتاجها المرضى العرضيين.